# Zeria schoutedeni
Espèce
Synonymes
- Solpuga schoutedeni Roewer, 1954

Zeria schoutedeni est une espèce de solifuges de la famille des Solpugidae.

## Distribution
Cette espèce est endémique du Congo-Kinshasa. Elle se rencontre vers Kamina.

## Publication originale
- Roewer, 1954 : Über einige Solifugen und Pedipalpen der äthiopische Region. Annales du Musée du Congo Belge, sér. 4, vol. 1, p. 262-268.